# Grupo de Ejércitos A
El Grupo de Ejércitos A (en alemán Heeresgruppe A) fue una fuerza militar del Tercer Reich durante la Segunda Guerra Mundial que primero fue destinada al Frente Occidental del Heer entre 1939 y 1940. Tras el inicio de la Operación Barbarroja este Grupo de Ejércitos fue incorporado al Grupo de Ejércitos Sur, donde se mantuvo hasta fin de la contienda.

## Frente Occidental, 1940
Durante la invasión alemana de los Países Bajos y Francia, el Grupo de Ejércitos A era comandado por el General Gerd von Rundstedt, y fue responsable de la desintegración de las defensas francesas a través de las Ardenas, así como del cerco de las tropas aliadas en Dunquerque. En esa ocasión dicho Grupo estaba compuesto por 45 divisiones y media, incluyendo a la 7.ª División Panzer del Grupo Panzer del general Ewald von Kleist.

## Frente Oriental, 1942
En 1942, el Grupo de Ejércitos Sur fue designado para marchar al sur de Rusia en el Frente Oriental con el fin de ejecutar la ofensiva contra el río Don y el Volga (Fall Blau). Para esta ofensiva de verano del Heer, el Grupo de Ejércitos Sur se dividió en el Grupo de Ejércitos A y en el Grupo de Ejércitos B. En esa misión al Grupo de Ejércitos A se le ordenó capturar los campos petrolíferos en el Cáucaso.
Incluyó los siguientes ejércitos:
- 1.º Ejército Panzer
- 11.º Ejército
- 17.º Ejército
- 4.º Ejército Rumano

## Frente Oriental, 1945
El 25 de enero de 1945, Adolf Hitler rebautiza tres grupos de ejército como consecuencia de la nueva situación creada por las victoriosas ofensivas del Ejército Rojo. Para esto Hitler convierte al antiguo Grupo de Ejércitos Norte en el Grupo de Ejércitos Curlandia; el Grupo de Ejércitos Centro se convirtió en el Grupo de Ejércitos Norte y los sobrevivientes del antiguo Grupo de Ejércitos A fueron denominados como el Grupo de Ejércitos Centro.

## Comandantes
| N.º | Retrato | Comandante                                          | Desde                    | Hasta                    |
| --- | ------- | --------------------------------------------------- | ------------------------ | ------------------------ |
| 1   |         | Generalfeldmarschall Gerd von Rundstedt (1875-1953) | 15 de octubre de 1939    | 1 de octubre de 1940     |
| 2   |         | Generalfeldmarschall Wilhelm List (1880-1971)       | 10 de julio de 1942      | 10 de septiembre de 1942 |
| 3   |         | Adolf Hitler (1889-1945)                            | 10 de septiembre de 1942 | 21 de noviembre de 1942  |
| 4   |         | Generalfeldmarschall Ewald von Kleist (1881-1954)   | 22 de noviembre de 1942  | Junio de 1943            |
| 5   |         | General der Gebirgstruppe Hubert Lanz (1896-1982)   | Junio de 1943            | Julio de 1943            |
| 6   |         | Generalfeldmarschall Ewald von Kleist (1881-1954)   | Julio de 1943            | 25 de marzo de 1944      |
| 7   |         | Generaloberst Ferdinand Schörner (1892-1973)        | 25 de marzo de 1944      | 31 de marzo de 1944      |
| 8   |         | Generaloberst Josef Harpe (1887–1968)               | 28 de septiembre de 1944 | 17 de enero de 1945      |
| 9   |         | Generaloberst Ferdinand Schörner (1892-1973)        | 17 de enero de 1945      | 25 de enero de 1945      |

### Jefes de Estado Mayor
| N.º | Retrato | Comandante                                              | Desde                    | Hasta                 |
| --- | ------- | ------------------------------------------------------- | ------------------------ | --------------------- |
| 1   |         | Generalleutnant Erich von Manstein (1887-1973)          | 26 de octubre de 1939    | 1 de febrero de 1940  |
| 2   |         | General der Infanterie Georg von Sodenstern (1889-1955) | 6 de febrero de 1940     | 1 de octubre de 1940  |
| 3   |         | Generalleutnant Hans von Greiffenberg (1893-1951)       | 10 de julio de 1942      | 23 de febrero de 1943 |
| 4   |         | Generalleutnant Alfred Gause (1896-1967)                | 23 de febrero de 1943    | 13 de mayo de 1943    |
| 5   |         | Generalleutnant Hans von Greiffenberg (1893-1951)       | 13 de mayo de 1943       | 16 de julio de 1943   |
| 6   |         | Generalleutnant Hans Röttiger (1896-1960)               | 16 de julio de 1943      | 24 de marzo de 1944   |
| 7   |         | Generalleutnant Walther Wenck (1900-1982)               | 24 de marzo de 1944      | 22 de julio de 1944   |
| 8   |         | Generalleutnant Wolf-Dietrich von Xylander (1903-1945)  | 28 de septiembre de 1944 | 15 de febrero de 1945 |

### Jefes de Operaciones (Ia)
- Coronel Günther Blumentritt - (1 de marzo de 1940)
- Teniente coronel Henning von Treschkow - (1 de marzo de 1940 - octubre de 1940)
- Coronel August Winter - (31 de octubre de 1940)
- Coronel Heinz von Gyldenfeldt - (1 de mayo de 1942 - junio de 1943)
- Coronel Freiherr von Ledebur - (julio de 1943 - marzo de 1944)
- Coronel Georg Freiherr von Weitershausen Wiederaufstellung - (octubre de 1944)
- Teniente coronel Hans-Jürgen Bennecke - (noviembre de 1944)
- Coronel Georg Freiherr von Weitershausen - (diciembre de 1944)